# برج اداری امارات
برج اداری امارات، (به انگلیسی: Emirates Office Tower) آسمان‌خراش ۵۴ طبقه به ارتفاع ۳۵۴ متر، با کاربری اداری است، که در شهر دبی، امارات متحده عربی مستقر می‌باشد. پروژه ساخت این ساختمان در سال ۱۹۹۶ آغاز شد و در سال ۱۹۹۹ تکمیل و افتتاح گردید.